# 篠の風
篠の風（しののかぜ）は、愛知県名古屋市緑区の町名。現行行政地名は篠の風一丁目から篠の風三丁目。住居表示未実施。

## 地理
名古屋市緑区の北東部に位置し、東に神沢、西に高根台と上旭、南に滝ノ水、北東にほら貝、北西に鳴子町と接する。

## 歴史

### 町名の由来
鳴海町の小字名「篠之風」による。古くは「尻野之風」「しりなの風」とも称されたという。

### 近代までの沿革
江戸時代まではほとんどが山であり、谷間を利用した水田があるのみであった。『鳴海宿諸事留書帳』によれば当地には山方戌新田の田（一町一反六畝二一歩）があったという。
現在は「篠の風住宅」が建設され、商店が建つなど住宅地となっている。

### 行政区画の沿革
- 1977年（昭和52年） - 鳴海町の一部より篠の風二丁目が成立[1]。
- 1981年（昭和56年） - 鳴海町の一部より篠の風三丁目が成立[1]。同年、鳴海町の一部を二丁目に編入[1]。
- 1986年（昭和61年） - 鳴海町の一部より篠の風一丁目が成立[1]。同年、鳴海町の一部を二丁目に編入[1]。
- 1988年（昭和63年） - 鳴海町の一部を二丁目・三丁目に編入[1]。

## 世帯数と人口
2019年（平成31年）3月1日現在の世帯数と人口は以下の通りである。
| 丁目         | 世帯数    | 人口    |
| ------------ | --------- | ------- |
| 篠の風一丁目 | 324世帯   | 754人   |
| 篠の風二丁目 | 503世帯   | 1,229人 |
| 篠の風三丁目 | 464世帯   | 1,252人 |
| 計           | 1,291世帯 | 3,235人 |

### 人口の変遷
国勢調査による人口の推移
| 1995年（平成7年）  | 3,542人 | [ WEB 6 ]  |  |
| 2000年（平成12年） | 3,657人 | [ WEB 7 ]  |  |
| 2005年（平成17年） | 3,737人 | [ WEB 8 ]  |  |
| 2010年（平成22年） | 3,595人 | [ WEB 9 ]  |  |
| 2015年（平成27年） | 3,268人 | [ WEB 10 ] |  |

## 学区
市立小・中学校に通う場合、学校等は以下の通りとなる。また、公立高等学校に通う場合の学区は以下の通りとなる。なお、小・中学校は学校選択制度を導入しておらず、番毎で各学校に指定されている。
| 丁目         | 小学校                                      | 中学校                                      | 高等学校 |
| ------------ | ------------------------------------------- | ------------------------------------------- | -------- |
| 篠の風一丁目 | 名古屋市立戸笠小学校                        | 名古屋市立神沢中学校                        | 尾張学区 |
| 篠の風二丁目 | 名古屋市立戸笠小学校                        | 名古屋市立神沢中学校                        | 尾張学区 |
| 篠の風三丁目 | 名古屋市立戸笠小学校 名古屋市立滝ノ水小学校 | 名古屋市立神沢中学校 名古屋市立滝ノ水中学校 | 尾張学区 |

## 施設

### 篠の風一丁目
- 篠之風西公園

1979年（昭和54年）4月1日供用開始。

### 篠の風二丁目
- 篠の風公園

1976年（昭和51年）4月1日供用開始。
- 篠の風第二公園

1984年（昭和59年）3月31日供用開始。
- 篠の風中央公園

1989年（平成元年）4月1日供用開始。

### 篠の風三丁目
- 篠の風第三公園

1985年（昭和60年）4月1日供用開始。
- 滝の水公園

1989年（平成元年）4月1日供用開始。
- 名古屋薬科大学跡
- 名薬専跡処分場

鳴海町大字黒石に所在した名古屋市の処分場。面積は37,190平方メートル。1959年（昭和34年）7月から1967年（昭和42年）3月にかけて使用された。跡地は滝の水公園として整備された。
- 税務大学校 名古屋研修所

## その他

### 日本郵便
- 郵便番号 : 458-0015[WEB 3]（集配局：緑郵便局[WEB 15]）。

### WEB
1. ↑  “愛知県名古屋市緑区の町丁・字一覧”.   人口統計ラボ. 2019年3月31日閲覧。
2. 1 2  “町・丁目(大字)別、年齢(10歳階級)別公簿人口(全市・区別)”.   名古屋市 (2019年3月20日). 2019年3月21日閲覧。
3. 1 2  “郵便番号”.  日本郵便. 2019年3月17日閲覧。
4. ↑  “市外局番の一覧”.   総務省. 2019年1月6日閲覧。
5. ↑  “緑区の町名一覧”.   名古屋市 (2015年10月21日). 2019年3月31日閲覧。
6. ↑  総務省統計局 (2014年3月28日). “平成7年国勢調査の調査結果(e-Stat) - 男女別人口及び世帯数 －町丁・字等”. 2019年3月23日閲覧。
7. ↑  総務省統計局 (2014年5月30日). “平成12年国勢調査の調査結果(e-Stat) - 男女別人口及び世帯数 －町丁・字等”. 2019年3月23日閲覧。
8. ↑  総務省統計局 (2014年6月27日). “平成17年国勢調査の調査結果(e-Stat) - 男女別人口及び世帯数 －町丁・字等”. 2019年3月23日閲覧。
9. ↑  総務省統計局 (2012年1月20日). “平成22年国勢調査の調査結果(e-Stat) - 男女別人口及び世帯数 －町丁・字等”. 2019年3月23日閲覧。
10. ↑  総務省統計局 (2017年1月27日). “平成27年国勢調査の調査結果(e-Stat) - 男女別人口及び世帯数 －町丁・字等”. 2019年3月23日閲覧。
11. ↑  “市立小・中学校の通学区域一覧”.   名古屋市 (2018年11月10日). 2019年1月14日閲覧。
12. ↑  “平成29年度以降の愛知県公立高等学校（全日制課程）入学者選抜における通学区域並びに群及びグループ分け案について”.   愛知県教育委員会 (2015年2月16日). 2019年1月14日閲覧。
13. 1 2 3 4 5 6  “都市公園の名称、位置及び区域並びに供用開始の期日” (2019年5月1日). 2019年11月3日閲覧。
14. 1 2 3 4  “名古屋市の処分場・埋立場”. 2021年7月22日閲覧。
15. ↑  “郵便番号簿 2018年度版” (PDF).   日本郵便. 2019年3月31日閲覧。

### 書籍
1. 1 2 3 4 5 6 7 8 9 10  名古屋市計画局 1992, p. 639.